# Assedio di IJsseloord
L’assedio di IJsseloord o presa di Arnhem fu un assedio che si svolse dal 6 al 15 ottobre 1585 presso Arnhem (attuali Paesi Bassi) nel corso della guerra degli ottant'anni. Gli anglo-olandesi risultarono vittoriosi quando le fortificazioni di IJsseloord dopo sette giorni capitolarono ed anche la città di Arnhem cadde nelle loro mani.

## Antefatto
Gli inglesi avevano da poco firmato per mano della regina Elisabetta I il trattato di Nonsuch in agosto e pertanto il contingente inglese nei Paesi Bassi venne aumentato di numero e posto sotto il comando temporaneo di sir John Norreys. Dopo aver attraversato il Canale della Manica, le truppe inglesi si unirono a quelle olandesi di Adolf van Nieuwenaar, mettendosi in marcia verso Arnhem con 2500 uomini con l'intento di riprendere il controllo di una fortificazione appena fuori città presso IJsseloord. Nel XVI secolo IJsseloord era un punto di collegamento tra i fiumi Reno e IJssel ed era quindi un punto strategico fondamentale per controllare l'area tra Zutphen e Deventer.

## L'assedio
Nel 1585, il comandante spagnolo Francisco Verdugo aveva preso possesso con le sue truppe della fortificazione di Ijsseloord e pertanto Adolf van Nieuwenaar con gli inglesi di John Norreys si presentò il 6 ottobre di quell'anno, determinato a riconquistare l'area con diciotto compagnie di soldati inglesi e tedeschi che ben presto circondarono la città ed iniziarono ad assediarla. Quasi subito gli assedianti iniziarono un bombardamento con nove cannoni da due diverse direzioni, dalla regione della Betuwe e dalla collina boscosa del Veluwe. Ad ogni modo, gli assediati si ripresero quasi subito da questo scontro e tentarono di riprendere l'attacco uccidendo il capitano Willem van Doorn, ma il successo degli spagnoli ebbe breve vita.
Il 15 ottobre olandesi e inglesi ricevettero rinforzi da parte di tre navi con a bordo 500 soldati. Questi bombardarono ancora una volta le fortificazioni di Ijsseloord, lasciando di guardia le due navi che se non altro ebbero il merito di portare il nemico alla distrazione; nell'azione si distinse Thomas Vavasour. Quando gli assedianti si stavano preparando all'assalto, gli spagnoli compresero che la loro posizione era ormai senza speranza e decisero di negoaziare una resa con Nieuwenaar e Norreys. Francisco Verdrugo tentò di salvare la situazione ma giunse troppo tardi presso la città e vide i soldati spagnoli abbandonare la città con tutti gli onori militari e le loro bandiere in testa senza poter fare nulla.
Con la conquista delle fortificazioni esterne, Arnhem cadde nelle mani degli anglo-olandesi ed il giorno successivo il magistrato locale donò a Nieuwenaar un calice d'argento come segno di riconoscenza da parte della città per quanto fatto per salvarla. Norreys ad ogni modo continuò col suo esercito alla volta di Nimega ma il principe di Parma lo intercettò e si batté con gli inglesi che però lo sconfissero per poi fare ritorno ai loro quartieri invernali per l'approssimarsi della stagione rigida.
Le fortificazioni rimasero nelle mani degli olandesi sino all'agosto del 1626 quando Hendrik van den Bergh le riconquistò per la Spagna dopo il fallito tentativo dell'assedio di 's-Hertogenbosch. Delle fortificazioni di Ijsseloord non rimangono che poche rovine.